# Varning för barn
För andra betydelser, se Varning för barn (olika betydelser).
Varning för barn var en krogshow med den svenska show- och humorgruppen Magnus och Brasse som gjordes 1976 på Restaurang Trädgårn i Göteborg. Showen spelades in och gavs ut på ett ljudalbum. År 2009 kom showen ut på dvd tillsammans med Det är serverat.

## Sketcher
Sketcher och låtar är om inget annat anges skrivna av Brasse Brännström och Magnus Härenstam.
- Bäst att ta sig ett glas (Stephen Schwartz, Bosse Carlgren)[1]
- Klassens clown (Brasse Brännström, George Carlin)
- Svordomsvisan (Richard M. Sherman, Robert B. Sherman, Bosse Carlgren)[1]
- Om alla våra små vänner
- Barnombudsmannen
- Fiolen min
- Flygkaptenerna (Åke Cato, Brasse Brännström, Magnus Härenstam)
- Manuscensorerna

## Medverkande musiker
- Mats Westman - Gitarr
- Billy Gustafsson (Billy Gezon) - Bas
- Björn Ågeryd - Trummor